# Las Escobas, Michoacán de Ocampo
Las Escobas är en ort i Mexiko.   Den ligger i kommunen Jungapeo och delstaten Michoacán de Ocampo, i den södra delen av landet, 150 km väster om huvudstaden Mexico City. Las Escobas ligger 1 784 meter över havet och antalet invånare är 121.
Terrängen runt Las Escobas är bergig. Runt Las Escobas är det ganska tätbefolkat, med 139 invånare per kvadratkilometer. Närmaste större samhälle är Tuxpan, 13,7 km nordost om Las Escobas. I omgivningarna runt Las Escobas växer huvudsakligen savannskog.